# Chicago Bears 1925
La stagione 1925 dei Chicago Bears è stata la sesta della franchigia nella National Football League. La squadra non riuscì a migliorare il record della stagione precedente, scendendo a 9-5-3 e classificandosi settima, il suo peggior piazzamento sino a quel momento. Tuttavia, i Bears erano la squadra più celebre della giovane storia della NFL grazie all'acquisizione della stella del college football Red Grange.

## Calendario
| Stagione regolare |                             |               |           |           |        |
| Data              | Avversario                  | Stadio        | Risultato | Punteggio | Record |
| 20 settembre      | at Rock Island Independents | Douglas Park  | P         | 0–0       | 0–0–1  |
| 27 settembre      | at Green Bay Packers        | City Stadium  | S         | 10–14     | 0–1–1  |
| 4 ottobre         | at Detroit Panthers         | Navin Field   | P         | 0–0       | 0–1–2  |
| 11 ottobre        | Hammond Pros                | DePaul Field  | V         | 28–7      | 1–1–2  |
| 18 ottobre        | Cleveland Bulldogs          | Cubs Park     | V         | 7–0       | 2–1–2  |
| 25 ottobre        | at Chicago Cardinals        | Comiskey Park | S         | 0–9       | 2–2–2  |
| 1º novembre       | Rock Island Independents    | Cubs Park     | V         | 6–0       | 3–2–2  |
| 8 novembre        | Frankford Yellow Jackets    | Cubs Park     | V         | 19–0      | 4–2–2  |
| 15 novembre       | Detroit Panthers            | Cubs Park     | V         | 14–0      | 5–2–2  |
| 22 novembre       | Green Bay Packers           | Cubs Park     | V         | 21–0      | 6–2–2  |
| 26 novembre       | Chicago Cardinals           | Cubs Park     | P         | 0–0       | 6–2–3  |
| 29 novembre       | Columbus Tigers             | Cubs Park     | V         | 14–13     | 7–2–3  |
| 5 dicembre        | at Frankford Yellow Jackets | Shibe Park    | V         | 14–7      | 8–2–3  |
| 6 dicembre        | at New York Giants          | Polo Grounds  | V         | 19–7      | 9–2–3  |
| 9 dicembre        | at Providence Steam Roller  | Braves Field  | S         | 6–9       | 9–3–3  |
| 12 dicembre       | at Detroit Panthers         | Navin Field   | S         | 21–0      | 9–4–3  |
| 13 dicembre       | New York Giants             | Cubs Park     | S         | 9–0       | 9–5–3  |

## Futuri Hall of Famer
- Red Grange, back
- George Halas, end
- Ed Healey, tackle
- George Trafton, centro